# Convento di San Pasquale (Benevento)

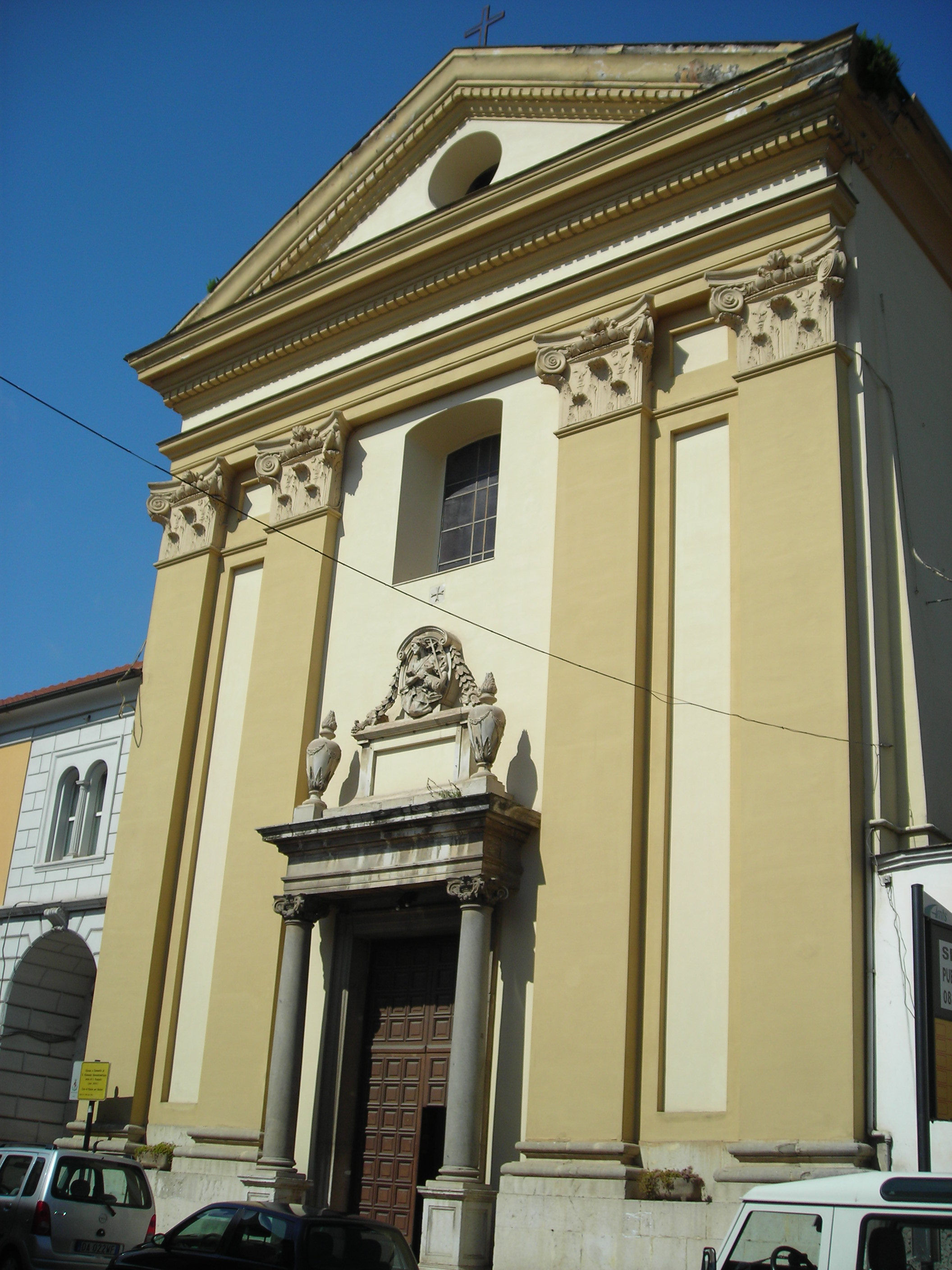
La chiesa di San Giovanni Gerosolimitano

Il convento di San Pasquale (già Convento di San Giovanni di Gerusalemme dei Padri Riformatori), con la sua chiesa, si trova a Benevento. È posto nel Rione Ponticelli, lungo via San Pasquale, vicino alla chiesetta di Santa Lucia.

## Storia
Nel 1724, sotto l'arcivescovato di Vincenzo Maria Orsini, António Manoel de Vilhena, Gran Maestro dell'Ordine di Malta, donò il Palazzo dei Commendatori ai Padri Riformatori, con l'obbligo di edificare il convento lasciandone parte per l'abitazione dei Procuratori.
Il Convento, per iniziativa dell'amministrazione provinciale, dal 26 aprile 1865 fu adibito ad ospizio dei vecchi poveri abbandonati. Fu riconosciuto Ente Morale con Regio Decreto dell'8 dicembre 1921.
Definite, in linea bonaria, tutte le vertenze con l'Ordine di Malta, che ancora era proprietario del convento e dell'annessa chiesa, la Deputazione provinciale, aderendo ad una proposta del Municipio, consentì che alcuni frati, dopo la soppressione, rimanessero in una parte del convento per l'ufficiatura della chiesa e per l'assistenza religiosa dei ricoverati.
Nel pianterreno del locale il 16 febbraio 1895 venne aperta una sezione manicomiale, che fu chiusa il 18 dicembre 1915.
Dal Natale del 2015 la Delegazione beneventana dell'Ordine di Malta ha spostato la propria sede nei locali del convento.

## La chiesa
La chiesa di San Giovanni Gerosolimitano, anch'essa detta di San Pasquale, che ha il titolo della Commenda di Malta, fu costruita su disegno dell'architetto beneventano Nicola Colle De Vita.
Sugli altari sono esposte alla venerazione le artistiche statue di Santa Margherita da Cortona e di San Francesco d'Assisi, opera di Gennaro Cerasuolo.